# کیلینگ‌ورث، نیو ساوت ولز
کیلینگ‌ورث (به انگلیسی: Killingworth) یک حومه شهر در استرالیا است که در نیو ساوت ولز واقع شده‌است.